# ابراهیم سامرایی
ابراهیم احمد سامرایی (۱۹۲۳–۲۰۰۱) زبان‌شناس، ادیب، شاعر و نویسنده عراقی بود. از دانش‌سرای عالی بغداد در سال ۱۹۴۶ فارغ‌التحصیل شد و از دانشگاه سوربن دکترای خود را گرفت. در دانشگاه‌های بغداد، اردن و صنعا به تدریس پرداخت. الدخیل فی الفارسیه و العربیه و الترکیه (وام‌واژگان در فارسی، عربی و ترکی)، معجم الفرائد، من بدیع لغة التنزیل، حنین الی الکلم الضائع و من ملحمة الرحیل از آثار اوست.